# Station Tarm
Station Tarm is een station in het Deense Tarm in de gemeente Ringkøbing-Skjern. Het station ligt aan de lijn Esbjerg - Struer. In het verre verleden was Tarm ook verbonden met Nørre Nebel, maar die lijn is al in 1940 gestremd.